# Бичвуд (Нью-Джерси)
Бичвуд (англ. Beachwood) — боро в округе Ошен, штат Нью-Джерси, США. Согласно переписи 2010 года, население составляет 11 045 человек.

## История
Земли Бичвуда начали заселяться в 1914 году. Сам Бичвуд был зарегистрирован в качестве боро местной легислатурой 22 марта 1917 года. 11 мая был избран первый городской совет, а Джозеф Х. Старший стал первым мэром Бичвуда после выборов. В следующем году был сформирован Совет по образованию.
В декабре 2008 года был создан Исторический альянс Бичвуда.

## География
По данным Бюро переписи населения США, Бичвуд имеет общую площадь в 7,16 км2. Боро граничит с Беркли, Пайн-Бичем и Саут-Томс-Ривером.

## Население
| Год переписи                                                                           | Нас.  |  | %±    |
| -------------------------------------------------------------------------------------- | ----- |  | ----- |
| 1920                                                                                   | 20    |  | —     |
| 1930                                                                                   | 394   |  | 1870% |
| 1940                                                                                   | 650   |  | 65%   |
| 1950                                                                                   | 1251  |  | 92,5% |
| 1960                                                                                   | 2765  |  | 121%  |
| 1970                                                                                   | 4390  |  | 58,8% |
| 1980                                                                                   | 7687  |  | 75,1% |
| 1990                                                                                   | 9324  |  | 21,3% |
| 2000                                                                                   | 10375 |  | 11,3% |
| 2010                                                                                   | 11045 |  | 6,5%  |
| 1920–2010 — перепись населения. Источники:1920-2000 1920 1920-1930 1930-1990 2000 2010 |       |  |       |

## Дороги и магистрали
По состоянию на май 2010 года в боро было в общей сложности 91,88 км дорог.
Гарден-Стейт-Паркуэй проходит через Бичвуд, соединяя Беркли и Саут-Томс-Ривер.